# پیتر لیسون
پیتر تی. لیسون (Peter T. Leeson) (متولد ۲۹ ژوئیه ۱۹۷۹)، اقتصاددان آمریکایی و استاد دانکن بلک اقتصاد و حقوق در دانشگاه جرج میسون است. وبسایت «بیگ تینک» او را در ۲۰۱۲ میلادی در میان «هشت تا از برترین اقتصاددانان جوان» فهرست کرد. او عضو انجمن سلطنتی هنر است.
لیسون را به دلیل توسعه نظریه انتخاب عقلانی به حوزه‌های غیرمعمولی چون مطالعه آداب و رسوم عجیب و خرافی و رفتار دزدان دریایی می‌شناسند. او قبلاً موقعیت‌های هیئت علمی در دانشگاه ویرجینیای غربی و دانشگاه شیکاگو را برعهده داشته است.

## زندگی و تحصیلات
لیسون در نوجوانی شروع به نوشتن در مورد اقتصاد کرد:
در ۱۹۹۷، رئیس مرکز ماکیناک برای سیاست عمومی، لارنس رید نامه مفصلی را برای ویرایشگر قرائت نمود … که نویسندهٔ سابقی را به دلیل تحلیل ضعیف اقتصادی‌اش در رابطه با یکی از مسائل سیاست عمومی سرزنش نموده بود. رید با نویسنده تماس گرفت و فرضش این بود که او نوعی استاد دانشگاه باشد. در حقیقت مؤلف نامه دانش‌آموزی ۱۷ ساله از دبیرستان دوو به نام پیتر لیسون بود.
لیسون به عنوان یک نوجوان ۱۸ ساله، توسط یکی از اساتید اقتصاد دانشگاه نورثوود برای سخنرانی در درسش دعوت شد.
لیسون مدرک BA خود را در زمینه اقتصاد در ۲۰۰۱ میلادی از دانشگاه هیلزدیل کسب نمود. او PhD خود را در دانشگاه جرج میسون در ۲۰۰۵ میلادی تحت هدایت پیتر بوتکه کسب نمود. طی سال‌های ۲۰۰۳ تا ۲۰۰۴ میلادی، او عضو بازدیدکنندهٔ اقتصاد سیاسی و حکومت در دانشگاه هاروارد بوده‌است. در ۲۰۰۵ میلادی، او همکار اف.ای. هایک در مدرسه اقتصاد لندن بوده‌است.
لیسون به آنیا که اکنون همسر اوست، در مقدمه کتاب «قلاب نامرئی: اقتصاد چنهان دزدان دردایی» پیشنهاد ازدواج ارائه نمود. آنیا به عنوان یکی از شخصیت‌های کتابش با عنوان «WTF؟! تور گردش عجیب غریب اقتصادی.» نیز پدیدار گشت. لیسون تتویی از نمودار عرضه-تقاضا بر روی عضله دوسر بازوی خود رسم کرده و از حریصان سیگار برگ است. کتاب اخیرش را خودش مصورسازی نمود.

## آثار

### اقتصاد دزدی دریایی
کتاب «قلاب نامرئی» لیسون استدلال می‌آورد که دزدان دریایی کارائیب شکل اولیه‌ای از دموکراسی مشروطه را توسعه داد و به رفتارهایی چون به پرواز درآوردن پرچم دزدان دریایی (جالی راجر) دست می‌زدند، چون این کار سودشان را به حالت بیشینه می‌رساند.
در جریان هواپیماربایی مرسک آلاباما، کار او بر روی دزدان دریایی موجب جلب توجه رسانه‌های قابل توجهی شد. در مقاله‌ای که توسط رادیوی عمومی ملی (NPR) منتشر شد او گفت: «دزدان دریایی اوایل قرن هجدهم میلادی، افرادی چون بلک برد، 'بلک بارت' رابرتس و 'کالیکو' جک راکام صرفاً دزد نبودند، بلکه جزو اولین کاوشگرانی بودند که صاحب برخی از محترمانه‌ترین ارزش‌های جهان مدرن همچون آزادی، دموکراسی و برابری بودند.»
گرچه لیسون احتیاط می‌کند تا کنش‌های مجرمانه دزدان را تحسین نکند، استدلال می‌آورد که خود-سازماندهیشان تصویر مفیدتری از این حقیقت را ارائه می‌دهد که حتی مجرمان هم اصول رفتاری بر اساس منافع عقلانی شخصی دارند. او در مصاحبه‌ای که توسط نیویورک تایمز منتشر شد تز خود را اینگونه جمعبندی می‌کند:
ایده کتاب نامرئی این است که دزدان دریایی گرچه مجرم اند، هنوز هم تحت انگیزه منافع شخصی خویش به جلو رانده می‌شوند؛ لذا به سمت ساخت سامانه‌هایی از حکومت و ساختارهای اجتماعی کشانده می‌شوند که به آن‌ها این امکان را می‌دهد تا به نحو بهتری به اهداف مجرمانه خود رهنمون شوند … دلیل این که جرم این ساختارها را به جلو می‌راند این است که آن‌ها نمی‌توانند بر روی حکومت جهت ارائه‌شان تکیه کنند؛ بنابراین دزدان دریایی بیش از هرفرد دیگری نیاز دارند تا نظام قانونی داشته باشند تا برایشان مدت مدیدی جهت دزدی موفقیت‌آمیز خدمات ارائه نماید.

### اقتصاد آداب عجیب و خرافات
کتاب لیسون با عنوان !?WTF بحثی ارائه می‌کند مبنی بر این که اعمالی که به نظر بی معنا هستند همچون آزمایش ایزدی، آزمایش از طریق نبرد و طالع بینی، در حقیقت راهکارهای هوشمندانه‌ای هستند که توسط مردم جهت فایق آمدن بر مشکلات اجتماعی خلق شده‌اند. یکی از الگوهای تکرار شونده در آثار او این است که: «مردم، همه‌شان، صرف نظر از زمان و مکان، دین یا فرهنگ، ثروت، فقر یا هرچیز دیگری - منطقی هسنتد». همین‌طور به طریق مشابه معتقد است که تمام مؤسسات شامل آنهایی که «به نظر ناکارامد — و جداً برخی مواقع کاملاً مزخرف — به نظر می‌ایند، در حقیقت طی بازبینی دقیقتر کارامد دیده می‌شوند و چندان هم مزخرف به نظر نمی‌رسند».
استیون لویت کتاب لیسون را به عنوان «فریکونومیکسی در مورد استروئیدها» توصیف کرده و لیسون را به عنوان «یکی از خلاق‌ترین اقتصاددانان جوان این دور و بر» توصیف نموده‌است.

### اقتصاد آنارشی
لیسون به‌طور گسترده در مورد چیزی نوشته‌است که آن را «اقتصاد آنارشی» توصیف کرده و پیشنهاد نموده‌است که «حکومت بر خود بیش از آن چیزی که فکرش را بکنید کارایی دارد.» آویناش دیکسیت کتاب لیسونز را با عنوان «آنارشی بی‌کران: چرا خود-حکومتی بهتر از آن چیزی کار می‌کند که فکرش را بکنید» را به عنوان «باز کنندهٔ چشم» توصیف کرده و رابرت الیکسون آن را به عنوان «استادانه» توصیف کرده‌است. به گفته لیسون:
بحث آنارشی قدرت خویش را از شواهد تجربی می‌گیرد، نه بحث‌های نظری … با وجود … عرصه‌های مهمی از آنارشی، جنگ جهانی ابدی در غیاب حکومت جهانی، تجارت بین‌المللی چروکیده در غیاب قانون تجارت فراملیتی یا حتی استانداردهای رو به وخامت زندگی در سومالی را مشاهده نمی‌کنیم. در مقابل، صلح فزاینده بین کشورهای جهان، رشد تجارت بین‌الملل و ارتقاء توسعه سومالی تحت بی‌حکومتی را مشاهده می‌کنیم.
بودجه «مطالعه بر روی نظم خود به خودی» که تحت مدیریت «مؤسسه تحقیقاتی اقتصاد اطلس» قرار دارد، به لیسون در سال ۲۰۰۶ میلادی جایزه هایک را اهدا کرد و طی آن اعلام نمود که:
لیسون بر روی مطالعه مسئله نظم تمرکز نموده که در آن هیچ قانون رسمی وجود ندارد و نشان می‌دهد که چگونه در چنین وضعیت‌های متنوعی همچون تجارت بین غریبه‌ها، راهزنی در آفریقای مرکزی غربی مستعمراتی و سومالی مدرن، و زندگی در میان جوامع دزدان دریایی طی اعصار مختلف، اغلب قواعد خودمانی ظهور می‌کنند که امکان حفظ نظم بدون کنترل سنگین حکومتی را فراهم می‌آورد.

## دیدگاه‌ها
لیسون در ستونی در رابطه با رونالد ریگان و سیاست خارجه بیان می‌دارد که «سیاست خارجه ریگان مبتنی بر استفاده از مداخلات نظامی جهت دستیابی به نتایج سیاسی و اقتصادی بود که اداره او در کشورهای خارجی به دنبالشان بود. من دقیقاً از خلاف این رهیافت دفاع می‌کنم، یعنی هیچ نوع از چنین مداخلاتی مطلوب نیست.»